# Pine Bluffs (Wyoming)
Pine Bluffs város az USA Wyoming állam Laramie megyéjében. Lakosainak száma 1172 fő (2020. április 1.).

## Népesség
A település népességének változása:

| 2010 | 1 129 |
| 2020 | 1 172 |